# ساكت إلهامي
ساكت إلهامي (بالفارسية: ساکت الهامی) مدرب كرة قدم إيراني. حالياً هو المدير الفني لنادي تراكتور سازي في دوري المحترفين الإيراني.
عندما كان لاعب كان يلعب لأندية باس طهران، واستقلال أهواز، وتراكتور سازي. كان سابقاً مساعد المدير الفني فيروز كريمي في نادي استقلال طهران بين عامي 2007 و2008.